# Điểm phát (mưa sao băng)

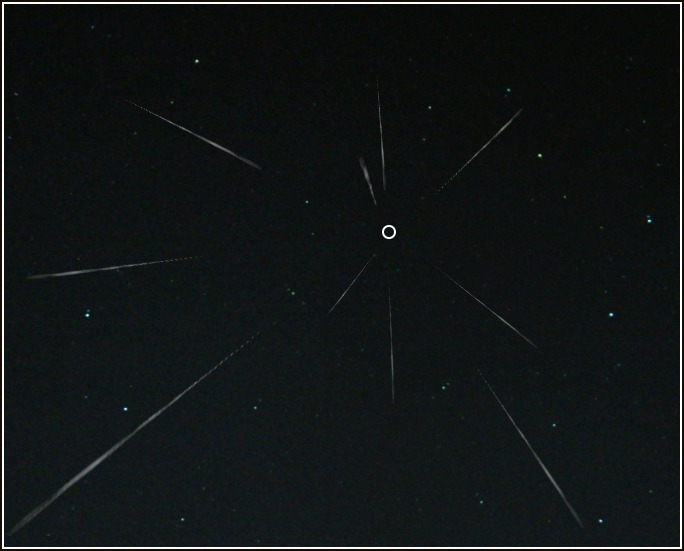
Hình ảnh một trận mưa sao băng, với điểm phát được đánh dấu bằng o

Điểm phát (tiếng Anh: radiant) hay điểm phát biểu kiến của mưa sao băng là thiên cầu mà từ đó (theo quan điểm của người quan sát trên mặt đất) đường đi của các sao băng xuất hiện. Ví dụ như các perseids, là các thiên thạch đến từ một điểm trong chòm sao Anh Tiên.
Đường đi của sao băng xuất hiện tại các vị trí ngẫu nhiên trên bầu trời, nhưng đường đi biểu kiến của hai hoặc nhiều thiên thạch từ cùng một trận mưa sao băng sẽ gặp nhau tại điểm phát. Điểm phát là điểm ảo của các đường đi của sao băng, là những đường thẳng song song trong không gian ba chiều, được nhìn từ góc độ của người quan sát, là hình chiếu hai chiều lên bầu trời. Hiệu ứng này tương tự như tia hoàng hôn, nơi các tia nắng song song xuất hiện điểm ảo.
Một sao băng không đi qua điểm phát đã biết của một trận mưa sao băng nhất định được gọi là một sao băng lẻ tẻ và không được coi là một phần của trận mưa sao băng đó.
Mưa sao băng có thể xuất hiện một thời gian ngắn trước khi điểm phát xuất hiện trên bầu trời ở phía đông của người quan sát. Điểm phát trong những trường hợp như vậy nằm ở phía trên đường chân trời ở độ cao của sao băng.

## Nguyên nhân

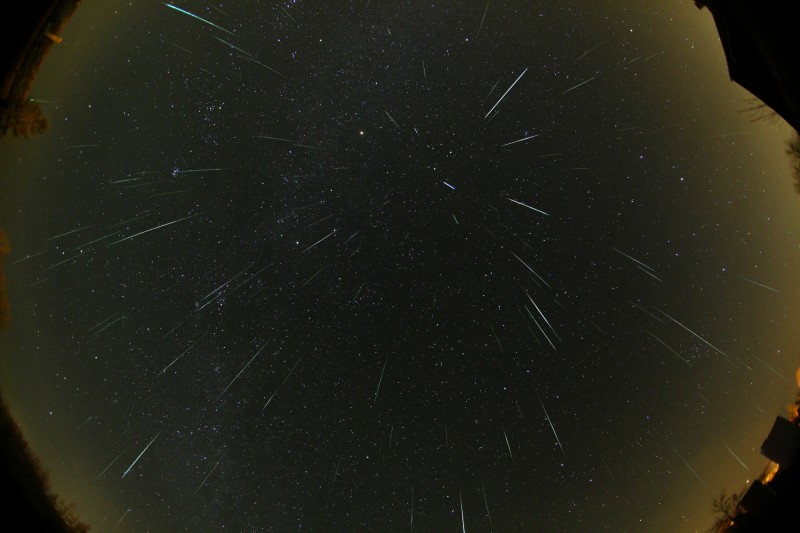
Sao băng Geminid, hiển thị rõ ràng vị trí của điểm phát

Mưa sao băng chủ yếu là bụi vũ trụ và mảnh vụn để lại ở đuôi sao chổi. Bụi vũ trụ tiếp tục di chuyển dọc theo đuôi của sao chổi, và khi Trái Đất di chuyển qua các mảnh vụn như vậy, một trận mưa sao băng sẽ xảy ra. Bởi vì tất cả các mảnh vỡ đều di chuyển theo cùng một hướng, các thiên thạch va vào bầu khí quyển đều "hướng" về hướng đường đi của sao chổi.
Ngoại lệ, Geminids là một trận mưa sao băng do thiên thể 3200 Phaethon, được cho là một tiểu hành tinh Palladian.

## Quan sát
Điểm phát là một yếu tố quan trọng trong việc quan sát. Nếu điểm phát nằm ở hoặc bên dưới đường chân trời, thì rất ít (nếu có) thiên thạch được quan sát. Điều này xảy ra là do bầu khí quyển che chắn Trái Đất khỏi hầu hết các mảnh vỡ và chỉ những thiên thạch bay chính xác (hoặc rất gần) tiếp tuyến với bề mặt Trái Đất mới có thể quan sát được.